# Yusuke Goto
Yusuke Goto (後藤 優介 Goto Yusuke?), född 23 april 1993 i Kagoshima prefektur, är en japansk fotbollsspelare.
Goto började sin karriär 2012 i Oita Trinita. Han spelade 163 ligamatcher för klubben. 2020 flyttade han till Shimizu S-Pulse.